# Granat karabinowy

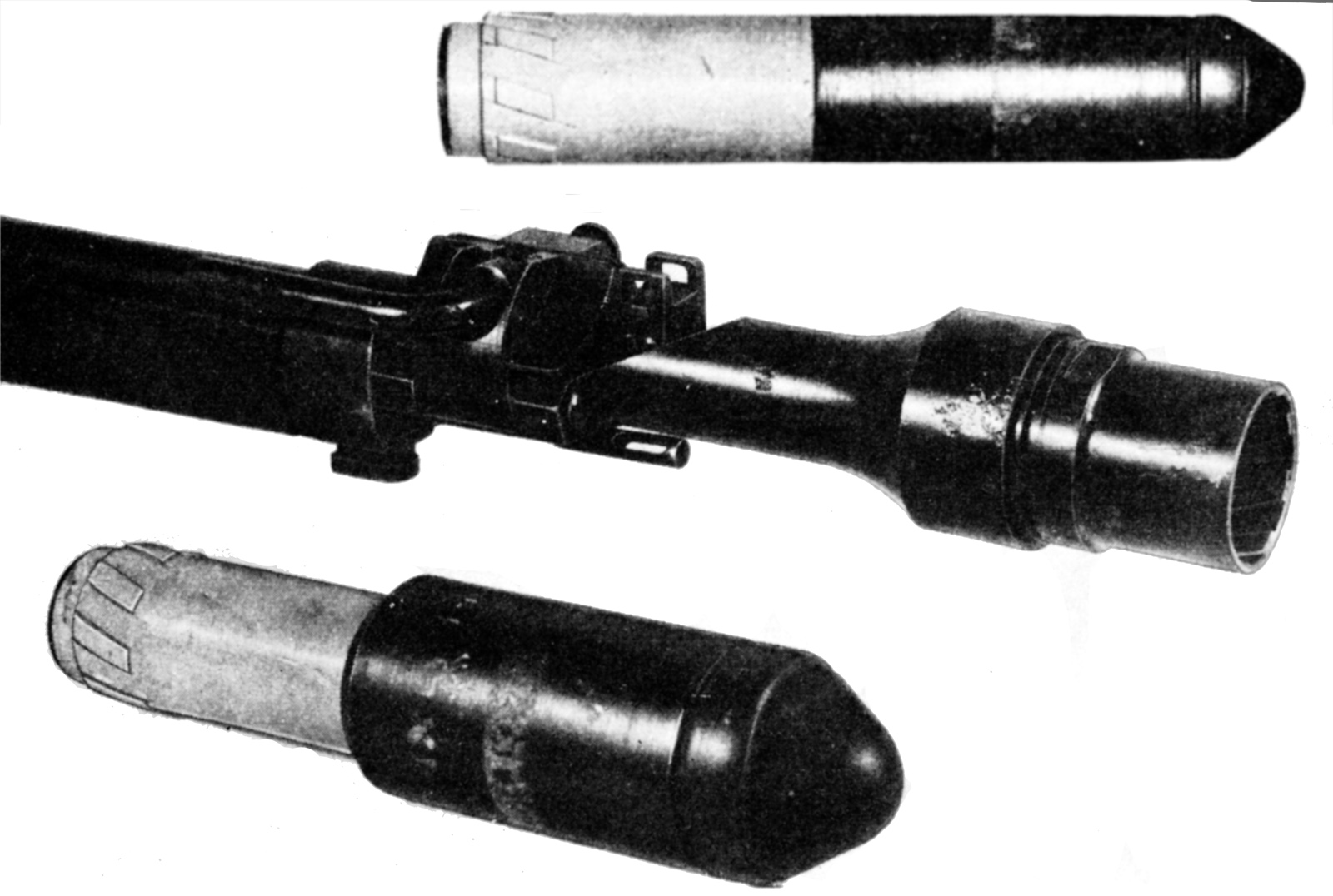
Granat karabinowy wraz z przeznaczoną do jego wystrzeliwania cylindryczną nasadką

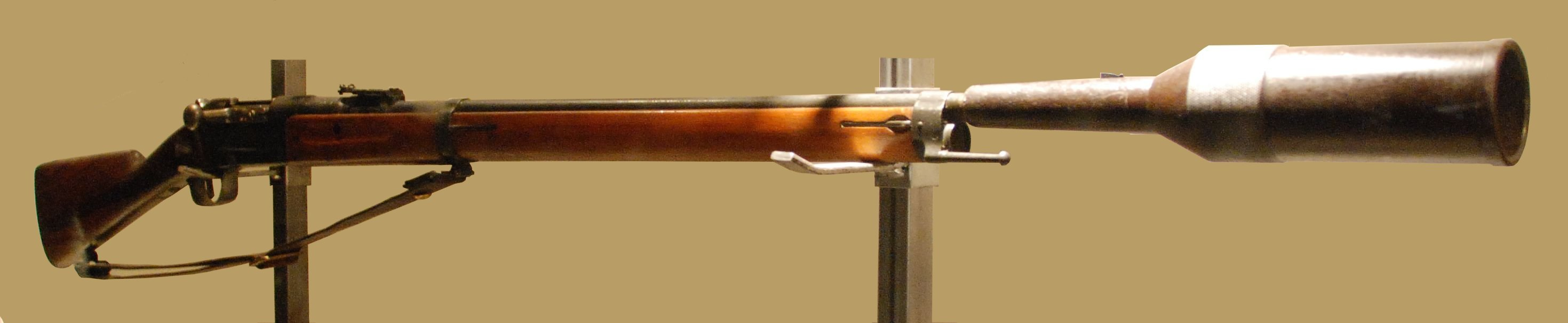
Granatnik nasadkowy Viven-Bessières przeznaczony do miotania granatów karabinowych

Granat karabinowy – granat stabilizowany obrotowo, miotany za pomocą szerokiej cylindrycznej nasadki umieszczonej u wylotu lufy karabinu. W przeciwieństwie do granatu nasadkowego jest on umieszczany wewnątrz nasadki, a nie na nią nasadzany.
Granat jest przeznaczony do wystrzeliwania z karabinu-granatnika (karabinka-granatnika), który posiada nasadkę wylotową o bruzdowanym przewodzie o średnicy wewnętrznej około 30 mm. Wkładane były do przewodu nasadki od wylotu. Na powierzchni części prowadzącej posiadały nacięte bruzdy i ważyły 0,25–0,45 kg. Wystrzeliwano je za pomocą specjalnych nabojów ślepych. Miały prędkość początkową 50 m/s i zasięg 50–100 m. W związku z małą skutecznością działania granatu odłamkowego i przeciwpancernego (posiadał mały kaliber i masę), zostały zastąpione po II wojnie światowej nadkalibrowymi granatami nasadkowymi.